# بيت الهلالى (يهر)

تعديل مصدري - تعديل

بيت الهلالى هي إحدى قرى عزلة يهر بمديرية يهر التابعة لمحافظة لحج، بلغ تعداد سكانها 125 نسمة حسب تعداد اليمن لعام 2004.